# Spoorlijn Sargé-sur-Braye - Vouvray
De spoorlijn Sargé-sur-Braye - Vouvray was een Franse spoorlijn van Sargé-sur-Braye naar Vouvray. De lijn was 68,4 km lang en heeft als lijnnummer 560 000.

## Geschiedenis
De lijn werd in gedeeltes geopend door de Administration des chemins de fer de l'État, van Sargé-sur-Braye tot Montoire-sur-le-Loir op 2 februari 1893, van Montoire-sur-le-Loir tot Château-Renault op 15 oktober 1893 en van Château-Renault tot Vouvray op 29 juli 1894. Personenvervoer werd opgeheven op 2 oktober 1938. Goederenvervoer werd gefaseerd opgeheven, tussen Sargé-sur-Braye en Montoire-sur-le-Loir op 31 juli 1942, tussen Montoire-sur-le-Loir en Saint-Arnoult op 18 mei 1952, tussen Saint-Arnoult en Authon-Monthodon op 23 mei 1954, tussen Château-Renault en Vouvray op 3 juli 1972 en tussen Authon-Monthodon en Château-Renault op 24 september 1989.

## Aansluitingen
In de volgende plaatsen is of was er een aansluiting op de volgende spoorlijnen:
Sargé-sur-Braye
RFN 500 000, spoorlijn tussen Chartres en Bordeaux-Saint-Jean
Montoire-sur-le-Loir
RFN 559 000, spoorlijn tussen Pont-de-Braye en Blois
Château-Renault
RFN 550 000, spoorlijn tussen Brétigny en La Membrolle-sur-Choisille
Vouvray
RFN 570 000, spoorlijn tussen Paris-Austerlitz en Bordeaux-Saint-Jean